# Tomi Lahren
Tomi Lahren, née le 11 août 1992 à Rapid City (Dakota du Sud), est une commentatrice politique conservatrice, polémiste républicaine et ancienne présentatrice de télévision américaine. En 2016, elle acquiert une certaine notoriété. Elle travaille pour Great America Alliance, une organisation qui soutient le président des États-Unis Donald Trump. Elle est connue pour avoir animé Tomi, une émission sur la plate-forme médiatique conservatrice TheBlaze (en), après avoir présenté On Point with Tomi Lahren sur One America News Network (OANN). En août 2017, elle rejoint Fox News.

## Biographie
Tomi Lahren grandit à Rapid City, dans une famille de militaires, et fréquente la Central High School,. Elle est d'origine allemande et norvégienne et de confession chrétienne. En 2014, elle est diplômée de l'université du Nevada à Las Vegas avec un B.A. en journalisme audiovisuel et en science politique. Elle a également été animatrice et productrice associée de la série de conférences politiques de son université The Scramble. Elle a effectué un stage auprès la députée républicaine Kristi Noem à Rapid City.
Espérant trouver un stage dans le secteur des commentateurs politiques, Tomi Lahren s'adresse à One America News Network (OANN), obtient un entretien puis la possibilité d'animer sa propre émission. Elle déménage à San Diego (Californie) et commence à travailler pour OANN. Le programme On Point with Tomi Lahren est lancé en août 2014,,.
En juillet 2015, une vidéo de ses commentaires concernant les fusillades de Chattanooga en 2015 suscite beaucoup d'intérêt. Avant cela, elle attire l'attention de la part des médias en mars 2015 lors de sa participation à la Conservative Political Action Conference. Se référant à l'image associée aux républicains comme de « vieux, riches, mâles blancs », elle fait une comparaison avec les démocrates en prenant comme exemple « Hillary Clinton, Elizabeth Warren, Joe Biden, vieux, riches, blancs, et si le tailleur convient... mâles également ? ». Le 19 août, elle annonce qu'il s'agit de sa dernière émission sur OANN. Elle déménage au Texas et prend la tête d'un nouveau programme sur TheBlaze (en) en novembre de la même année,. Elle devient célèbre pour la clôture de son émission, comprenant une séquence de trois minutes appelée « pensées finales », dans laquelle elle parle extrêmement rapidement. Ces séquences sont devenus très populaires sur les réseaux sociaux mais ont également été critiquées.
En janvier 2016, elle apporte son soutien au sénateur Marco Rubio pour les primaires présidentielles du Parti républicain américain. Cette année, le New York Times la décrit comme une « étoile médiatique montante » et BBC News relève qu'elle est « la jeune républicaine qui compte plus d'abonnés que Trump sur Facebook ». Le 30 novembre, elle est l'invitée de The Daily Show, présenté par Trevor Noah. Ce moment télévisuel entre l'intervieweur et l'interviewée est alors comparé à la rivalité amicale qui existait entre Jon Stewart et Bill O'Reilly,,.
Le 17 mars 2017, elle est invitée dans l'émission The View, où elle déclare que les femmes devraient avoir accès à l'avortement, accusant les militants pro-vie d'être hypocrites. TheBlaze, dont le propriétaire Glenn Beck est lui-même pro-vie, critique ouvertement Tomi Lahren pour ces propos, effectue une suspension de son salaire,, ce qui conduit cette dernière à intenter une action judiciaire,. La plainte est finalement réglée par un accord à l'amiable, Tomi Lahren conservant sa page Facebook mais supprimant les vidéos qu'elle avait faites avec TheBlaze.
En mai 2017, elle commence à travailler comme communicante pour Great America Alliance, une émanation de Great America PAC (en), un super PAC pro-Donald Trump. En août 2017, elle rejoint Fox News en tant que chroniqueuse,.

## Positions politiques
Tomi Lahren se décrit comme une « conservatrice constitutionnelle ». Elle reconnaît faire du commentaire politique et non du journalisme, et que ses émissions ne sont pas une présentation d'informations de façon neutre, mais du commentaire sur ces dernières.
Certaines personnes ont estimé qu'elle a fait des commentaires racistes, une étiquette qu'elle conteste, et l'ont qualifiée de « Barbie du White Power ». Elle a également été décrite comme une « antiféministe qui admire les femmes puissantes » et dont les positions sur l'immigration sont similaires à celles de Donald Trump. Elle a critiqué les Afro-Américains sur diverses questions sociales, notamment l'abus de drogues et le taux de chômage. Elle a déclaré que même si elle ne se considère pas elle-même comme féministe, elle croit en l'empowerment des femmes et admire diverses femmes politiques, de gauche comme de droite.
En juillet 2016, elle poste un tweet comparant le mouvement Black Lives Matter au Ku Klux Klan. Des dizaines de milliers de personnes signent alors une pétition sur Change.org, réclamant qu'elle soit renvoyée de TheBlaze. L'initiative échoue. En novembre 2016, elle publie une vidéo sur les manifestations contre Donald Trump. En août 2016, elle poste une vidéo critiquant le joueur de football américain Colin Kaepernick, qui avait protesté contre le racisme aux États-Unis en s'agenouillant pendant l'hymne national précédant un match.
En mars 2017, elle déclare qu'elle est pro-choix, suscitant des critiques de la part de plusieurs personnalités anti-avortement,. Peu de temps après, elle précise qu'elle est favorable à l'avortement en tant que droit reconnu pour les femmes, y étant cependant opposée pour son propre corps,.